# القرن (جبل)
جبل القرن ويقع في تهامة في ديار قبيلة بلقرن في محافظة العرضيات في منطقة مكة المكرمة في المملكة العربية السعودية، ويقع شرقي وادي يبة وبين الجبل وبين الوادي يمر طريق العرضية العام وتوجد عليه قرية قرن هذيل التي تسكنها بلحارث بلقرن، وقرية الأشعاب لعمارة بلقرن.